# Тетраимид тетрасеры
Тетраимид тетрасеры — неорганическое соединение,
имид серы
с формулой S4(NH)4,
бесцветные кристаллы,
не растворяется в воде.

## Получение
- Реакция тетранитрида тетрасеры и дихлорида олова:

{\displaystyle {\mathsf {S_{4}N_{4}+2SnCl_{2}\cdot 2H_{2}O+4H_{2}O\ {\xrightarrow {}}\ S_{4}(NH)_{4}\downarrow +2HCl+2Sn(OH)_{3}Cl\cdot H_{2}O}}}

## Физические свойства
Тетраимид тетрасеры образует бесцветные кристаллы
ромбической сингонии, пространственная группа P bnm, параметры ячейки a = 0,6694 нм, b = 0,7850 нм, c = 1,2168 нм, Z = 4
.
При нагревании до 80-100°С вещество краснеет.
Не растворяется в воде.
Хорошо растворяется в пиридине,
при нагревании растворяется в ацетоне.
Является диамагнетиком.

## Химические свойства
- При нагревании на воздухе окисляется:

{\displaystyle {\mathsf {S_{4}(NH)_{4}+2O_{2}\ {\xrightarrow {100^{o}C}}\ (OS)_{4}(NH)_{4}}}}